# Papa Ormisda
Ormisda (Frosinone, 450 – Roma, 6 agosto 523) è stato il 52º papa della Chiesa cattolica, che lo venera come santo. Fu papa dal 20 luglio 514 fino alla sua morte.

## Biografia
Proveniva da una benestante ed onorata famiglia di Frusino (Frosinone), nel Lazio, sebbene suo padre Giusto fosse originario di Venafro. Prima di ricevere gli ordini era stato sposato, e suo figlio divenne papa col nome di Silverio (536-537). Durante il pontificato di papa Simmaco, Ormisda rivestiva il ruolo di diacono e durante lo scisma laurenziano fu uno dei più preminenti membri del clero fedele a Simmaco. Nel sinodo tenutosi a San Pietro nel 502, rivestì il ruolo di "notaro". In quell'occasione Ennodio di Pavia gli predisse che sarebbe diventato papa.

### Elevazione alla sede di Roma
Il 20 luglio 514, giorno successivo ai funerali di Simmaco, Ormisda fu consacrato all'unanimità vescovo di Roma, senza dunque incontrare alcuna resistenza, e una delle prime preoccupazioni del nuovo Papa fu di rimuovere le ultime vestigia dello scisma laurenziano, che tanti problemi aveva creato al suo predecessore, riaccogliendo nella Chiesa coloro che non si erano ancora riconciliati.

### Lo scisma acaciano
Fin dall'inizio del pontificato, gli affari della chiesa orientale ebbero un posto speciale tra le sue preoccupazioni. A Costantinopoli, lo scisma acaciano, che era sorto dopo la pubblicazione dell'Henotikon da parte dell'imperatore Zenone e che aveva causato la separazione delle chiese orientali ed occidentali, era ancora in corso. L'imperatore Anastasio (491-518), successore di Zenone, continuò a mantenere in vigore il documento e si mostrava sempre più propenso verso le posizioni dei monofisiti, perseguitando i vescovi che rifiutavano di rinnegare il Concilio di Calcedonia: i patriarchi Macedonio di Costantinopoli, Elia di Gerusalemme e Flaviano di Antiochia furono addirittura cacciati dalle loro sedi.
Approfittando del malcontento sorto contro le tendenze monofisite di Anastasio, Vitaliano di Moesia, un comandante dell'esercito, si pose a capo di una rivolta che mischiava motivazioni sociali, religiose e politiche. Chiedeva infatti che gli fosse restituito l'incarico di distribuire il grano alla truppa, che fosse riconosciuto il Concilio di Calcedonia e che fosse ristabilita l'unità con Roma. Si guadagnò numerosi seguaci e alla testa di un numeroso esercito comparve di fronte a Costantinopoli, sconfiggendo Ippazio, nipote dell'imperatore; Anastasio fu costretto a negoziare. Una delle condizioni poste da Vitaliano era che l'imperatore avrebbe dovuto assicurare la convocazione di un sinodo ad Eraclea in Tracia, invitarvi il papa e sottoporsi al suo arbitrato per la disputa sulla sede di Costantinopoli e sulle altre diocesi dalle quali erano stati cacciati i vescovi, in modo da ristabilire l'unità della Chiesa.
Il 28 dicembre 514, Anastasio scrisse ad Ormisda per invitarlo al sinodo che si sarebbe tenuto il 1º luglio successivo. La lettera, presentata a Vitaliano, fu recapitata a Roma da un suo emissario e dal legato imperiale.
Il 12 gennaio, tuttavia, Anastasio inviò al papa una seconda e meno cortese missiva, con la quale richiedeva soltanto i buoni uffici del pontefice nella disputa. L'imperatore desiderava in tal modo prolungare le trattative, poiché non era affatto disposto a mantenere le promesse che aveva fatto a Vitaliano. Per una serie di casi fortuiti o voluti, la lettera del 12 gennaio giunse a Roma molto prima di quella del 28 dicembre, tanto che il 4 aprile Ormisda rispose esprimendo la sua gioia nella prospettiva della pace, ma allo stesso tempo difendendo la memoria e l'operato dei suoi predecessori.
I latori della lettera imperiale del 28 dicembre giunsero a Roma solo il 14 maggio seguente. Il papa portò avanti le trattative in maniera guardinga; convocò un sinodo a Roma e, l'8 luglio, scrisse una lettera all'imperatore in cui annunciava la partenza di un'ambasciata per Costantinopoli. Nel frattempo, i duecento vescovi che si erano riuniti il 1º luglio ad Eraclea, si erano anche separati senza aver raggiunto alcun accordo.
L'ambasciata del papa presso la corte imperiale era formata dai vescovi Ennodio di Pavia e Fortunato di Catania, dal presbitero Venanzio, dal diacono Vitale e dal notaro Ilario. La lettera di Ormisda all'imperatore, datata 1º agosto 515, è giunta fino a noi; così come le minute istruzioni impartite ai legati riguardo alla posizione che avrebbero dovuto difendere. In particolare, se l'imperatore avesse acconsentito alle proposte presentategli, il papa era pronto, se necessario, a comparire di persona ad un concilio. Ormisda, inoltre, inviò la formula di una confessione di fede (regula fidei) da far sottoscrivere ai vescovi orientali. L'ambasciata non conseguì alcun risultato e Anastasio, senza interrompere le trattative, consegnò ai legati una risposta evasiva per Ormisda. Tuttavia, un certo numero di vescovi di Scizia, Illiria e Dardania era tornato in comunione con Roma, e molti di loro avevano anche conferito con i legati papali a Costantinopoli sulla questione della riunione delle chiese. Convinti della necessità di un passo distensivo, pronunciarono la condanna nei confronti di Acacio e sottoscrissero la regula fidei di Ormisda, così come anche i vescovi della provincia di Epiro, convinti dal suddiacono romano Pullio. Questa confessione di fede, che il papa inviò a Costantinopoli affinché fosse sottoscritta da tutti i vescovi che erano in comunione con la chiesa di Roma, è conosciuta come formula Hormisdae. Ad essa il Concilio Vaticano I si è ripetutamente riferito.
Significativo l'incipit:
(Incipit della regula fidei di papa Ormisda)
Poi prosegue con la condanna di Nestorio e degli altri eretici, compreso Acacio.
L'imperatore, dopo aver soffocato una nuova sommossa guidata da Vitaliano, inviò a sua volta a Roma un'ambasciata composta da due alti funzionari civili, che recavano due lettere: la prima, datata 16 luglio 516, indirizzata al papa, e l'altra, del 28 luglio, indirizzata al Senato romano; lo scopo di quest'ultima era di incitare i senatori a ribellarsi contro Ormisda, ma il senato, così come re Teodorico, rimase fedele al papa.
Una seconda ambasciata papale, composta da Ennodio di Pavia e da Peregrino, vescovo di Miseno non ebbe miglior successo della precedente. Anastasio tentò persino di corrompere i legati, ma inutilmente. Costoro infatti cercarono di far circolare segretamente la lettera del papa che esortava il popolo a riunirsi alla chiesa romana. Quando l'imperatore ne venne a conoscenza, fece portare i legati fuori dalla città attraverso una porta secondaria e li fece imbarcare per l'Italia. Quindi Anastasio, che al momento non aveva più nulla da temere da Vitaliano, l'11 luglio 517, scrisse di nuovo a Ormisda, comunicando l'intenzione d'interrompere le trattative, e continuò a perseguitare i fautori dell'unione con Roma.
Il 9 luglio 518 Anastasio morì improvvisamente. Poco prima era morto anche Timoteo, il Patriarca eretico di Costantinopoli. Il nuovo imperatore Giustino I (518-527) era un cristiano ortodosso.
Il popolo di Costantinopoli chiese al nuovo patriarca Giovanni di condannare come eretici i monofisiti, riconoscere la Definizione di Calcedonia e tornare in comunione con la chiesa di Roma. Un sinodo tenuto a Costantinopoli concordò con queste richieste, e l'imperatore inviò un legato a Roma per stabilire con il papa le modalità per rientrare in comunione. Ormisda inviò i vescovi Germano di Capua e Giovanni, il presbitero Blando, i diaconi Felice e Dioscoro, e il notaro Pietro: essi avevano le stesse istruzioni e la stessa confessione di fede che era stata affidata ai legati del 515. L'ambasciata fu ricevuta a Costantinopoli con grandi onori, e tutte le richieste del pontefice furono accolte: il nome di Acacio, come quelli degli imperatori Anastasio e Zenone, furono eliminati dai sacri dittici e il patriarca Giovanni accettò la formula di Ormisda. Il 28 marzo 519, Giovedì santo, nella cattedrale di Costantinopoli e alla presenza di una grande folla, fu festeggiata solennemente la riunione della chiesa greca con quella di Roma. La maggior parte dei vescovi orientali e greci accettò e sottoscrisse la formula di Ormisda. Ad Antiochia di Siria fu scelto un patriarca ortodosso per sostituire l'eretico Severo.

### La controversia teopaschita
Ristabilita faticosamente la pace, scoppiò una nuova questione intorno alla formula: "Uno della Trinità fu crocifisso", che venne enunciata nel 519, a Costantinopoli, da Giovanni Massenzio e da numerosi monaci scizi sostenuti da Giustiniano, il futuro imperatore (controversia teopaschita). Il patriarca ed i legati pontifici si opposero alla richiesta di far comprendere questa formula nei dogmi della chiesa. I monaci, allora, si appellarono ai vescovi africani. Nel 521 Ormisda dichiarò che la formula in questione, anche se non falsa, era pericolosa perché si prestava ad interpretazioni eretiche, e che il Concilio di Calcedonia non aveva bisogno di emendamenti. Ormisda cercò di minimizzare il problema, ma di fronte all'insistenza dei monaci nel 521 fu costretto a contrastare apertamente la formula proposta, opponendole la formula: "Una delle tre Divine Persone ha patito secondo la carne."
Nello stesso periodo il vescovo africano Possessore, su istigazione di alcuni monaci africani, si appellò al papa per conoscere l'atteggiamento della chiesa nei confronti del vescovo Fausto di Riez (Provenza), i cui scritti erano caratterizzati da visioni semipelagiane. Nella sua risposta Ormisda rimproverò severamente lo spirito fazioso di questi monaci e non proibì la lettura delle opere di Fausto. Decise semplicemente che ciò che c'era di buono dovesse essere conservato e ciò che era contrario alla dottrina della Chiesa dovesse essere rifiutato.

### Le altre questioni
Ormisda incaricò Dionigi il Piccolo di tradurre in lingua latina i canoni della chiesa orientale e pubblicò una nuova edizione del Decretum de recipiendis Libris di papa Gelasio I. Inviò lettere a vari vescovi di Spagna e di Gallia su questioni ecclesiastiche e sulla gestione della chiesa.
I suoi rapporti con re Teodorico furono amichevoli, e il Liber pontificalis enumerava gli importanti doni fatti sia da questo re sia dall'imperatore Giustino a San Pietro.
Poco prima della sua morte il papa ricevette la notizia che Trasamondo il re vandalo dell'Africa del Nord era morto (523) e che le persecuzioni dei cattolici in quella regione erano cessate.
Ormisda fu sepolto sotto il pavimento dell'atrio di San Pietro. Nonostante la tomba sia andata perduta, il testo del suo epitaffio è giunto fino a noi.

## Culto
Ormisda è il santo patrono dei palafrenieri e degli stallieri. Insieme a san Silverio papa, che era suo figlio, è patrono di Frosinone, dove sono celebrati insieme il 20 giugno.
La sua memoria liturgica ricorre il 6 agosto, giorno della sua morte.
Dal Martirologio Romano:

## Curiosità
Il 20 luglio 2014 è stato emesso un francobollo commemorativo da Poste Italiane riguardante il 1500º anniversario della sua elezione al soglio di Pietro.